# Бгактівінода Тгакур
Бгактівінода Тгакур (Bhaktivinoda Ṭhākura IAST; 2 вересня 1838, Бірнагар — 23 червня 1914, Пурі) — крішнаїтський святий, богослов, письменник і проповідник.

## Життєпис
Бгактівінода Тгакур, уроджений Кедаранатх Датта, народився в місті Бірнагар, Бенгалія, Індія. Його батька звали Раджа Крішнананда Датта. Бгактівінода був одружений і мав декілька дітей, одним з яких був Бімал Прасад (Бгактісіддханта Сарасваті) пізніше отримав популярність як засновник Ґаудія-Матху і духовний вчитель Бхатіведанти Свамі Прабгупади. Бхактівінода був також батьком і дикша- гуру Лаліта Прасада Тгакура. Між двома братами виникли серйозні розбіжності у поглядах на те, як продовжувати духовну лінію свого батька: Бімал Прасада більше був схильний до проповіді і встановленню варнашрами-дгарми, тоді як Лаліта Прасад тяжів до езотеричного способу поклоніння раганузі.
Шикша-гуру Бгактівіноди Тгакура був Джаганнатха Даса Бабаджі. У 1908 в Пурі Бхактівінода прийняв зречення спосіб життя Бабаджі і залишок свого життя провів як вайшнавский чернець-аскет. Після його смерті, його останки були поховані на Годрума-двіпе — одному з дев'яти островів Навадвіпа.
Бгактівінода був одним з перших вайшнавских вчених, які представили вчення Шрі Чайтан'ї і гаудія-вайшнавітське богослов'я на англійською мовою. В одній зі своїх статей під назвою «Від Мойсея до Махапрабгу» Бхактівінода писав:
|  | Можна помітити, що будь-яка раса, яка з'являється в Індії, врешті-решт поширюється і в західні країни, тому Мадхур-раса також скоро буде проповідували по всьому світу. Подібно сонцю, яке спочатку висвітлює Індію і потім поступово поширює своє світло на захід, незрівнянне сяйво духовної істини з'являється спочатку в Індії і поступово поширюється на західні країни. |

Бгактівінода передбачив, що прийде такий день, коли вайшнави неіндійського походження будуть здійснювати санкіртану в різних містах світу і що безліч кришнаїтів різних національностей будуть збиратися у святому місці паломництва Майяпур і оспівувати святі імена Крішни і Чайтан'ї. Він також пророкував прихід великого Ачар'я, який проповідує кришнаїзм по всьому світу. Ці передбачення в другій половині XX століття а виконав Бгактіведанта Свамі Прабгупада, заснувавши Міжнародне товариство свідомості Крішни і поширивши рух санкіртани по всьому світу.
Бгактівінода Тхакур проповідував вчення Чайтан'ї на багатьох мовах, написавши близько ста книг на санскриті, бенгалі, орія, гінді, урду і англійською.
Бгактівінода Тхакур народився 2 вересня 1838 року в бенгальському селі Бірнагар в багатій і освіченій сім'ї. При народженні його батьки дали йому ім'я Кедаранатх Датта.
У Бірнагарі він провів своє дитинство в будинку діда по матері. Коли йому було тринадцять років, помер його батько, і Кедарнатх переїхав в Калькутту, де завершив свою освіту.
Незабаром після того, як він закінчив університет, йому повідомили, що його дід по батькові знаходиться при смерті. Дід Кедаранатха, якого звали Раджаваллабха Датта, був відомою в Калькутті особистістю. Останні роки свого життя він жив самітник ом у відокремленому місці в Оріссі. Він міг передбачати майбутнє і знав точну дату своєї смерті, тому що мав містичними здібностями і міг вступати в контакт з надприродними істотами. У години смерті свого діда Бгактівінода Тгакур знаходився поруч з ним і отримав від нього настанови, а після його смерті здійснив паломництво в усі основні храми і ашрами штату Орісса.
Подальша діяльність Бгактівіноди Тгакура пов'язана з просвітництво м. Він ввів в Оріссі викладання англійською мовою і написав невелику книгу, в якій розповів про всі ашрамах цього штату, згадавши і той, що знаходився на землі, що належала його предкам. Бгактівінода Тгакур зокрема писав:
|  | Мені належить село Чхотімангалпур в окрузі Орісса. У тому селі є монастир, який мої предки подарували разом з ділянкою землі святим людям. Настоятель цього монастиря перестав давати притулок святим мандрівникам у непогожі ночі. Дізнавшись про це, я пригрозив, що заберу землю, якщо ще раз почую скарги на його негостинності. |

Пізніше Бгактівінода Тгакур вступив на державну службу і переїхав в Бенгалію. Там в одному з міст він виголосив промову, присвячену філософії «Шрімад-Бгаґаватам», яка привернула увагу тисяч людей. У ній він розповів про славу і значенні «Шрімад-Бхагаватам» і сказав, що цей твір повинен прочитати кожна людина, що володіє філософським складом розуму.
Кілька років тому він переїхав до міста Чампаран, де місцеві жителі показали йому величезне баньянове дерево, в якому мешкав Брахма-дайте (різновид привида), і якому поклонялися багато місцевих жителів. Якийсь час опісля до Бгактівіноди прийшов брахмана, який славився своєю вченістю, який займався тим, що збирав пожертвування. Бгактівінода тут же посадив його читати «Шрімад-Бгаґаватам» під тим самим деревом, де жив привид. Читання«Бгаґаватам»зайняло цілий місяць, по закінченні якого, в день, коли читання було закінчено, дерево з тріском звалилося на землю, і привид назавжди залишив ті місця. Всі жителі міста, за винятком тих, хто поклонявся привиду, були вдячні Бгактівіноді за те, що він позбавив їх віддайте.
Потім Бгактівінода переїхав в Пурі. Комісар, в чиєму веденні знаходився адміністративний округ, дуже зрадів, дізнавшись, що Бхактівінода буде служити в Пурі, і попросив його як представника британського уряду стежити за порядком у храмі Джаганнатха. У Джаганнатха-Пурі Бгактівінода Тгакур чимало часу приділяв літературній діяльності та обговоренню духовних творів. Він підготував примітки до «Веданта-сутра м», виданим з коментарями Баладеви Відьябхушани.
У 1877 році Бгактівінода Тгакур був переведений в інше місто, а в 1881 році почав видавати журнал«Саджджнана-тошані» ("Радість чистих відданих "), який був присвячений питанням духовного життя і набув згодом широкої популярності. Він також опублікував«Шрі Крішна-самхита», яка явила світу філософію, що розкриває духовне буття Крішни, і відкрила освіченим людям очі на їхні щирі відносини з Бог ом. Цю роботу із захопленням прийняли багато німецькі вчені, оскільки, всупереч думці читаючої публіки, яка вважала Крішну звичайним героєм-коханцем, плодом уяви поета, Бгактівінода, ґрунтуючись на свідченнях Вед, показав, що Крішна є Парабрахман, Верховна Трансцендентна Особистість, Абсолютна Істота.
Бгактівінода Тгакур дуже хотів побачити місця, пов'язані з життям Чайтан'ї, і неодноразово просив перевести його в якесь місто, що знаходиться поблизу від Навадвіпи. Не домігшись перекладу, він подав офіційне прохання про відставку, але йому було відмовлено. Незабаром, проте, на свою велику радість, він отримав призначення в Крішнанагар, розташований за тридцять п'ять кілометрів від Навадвіпи. Оселившись неподалік від Навадвіпи, Бгактівінод Тгакур став проводити в ній весь вільний час. Він відразу ж почав збирати відомості про точне розташування місць, що мають відношення до життя і діяльності Чайтан'ї. Опитавши місцевих жителів і звіривши їх показання з старими картами, що відносяться до другої половини XVIII століття а і містять назву«Шрі Майапур», він зміг знайти справжнє місце народження Чайтан'ї.
1895 увійшов в історію вайшнавізм а завдяки Бгактівіноді Тгакуру. Саме в цьому році він домігся офіційного визнання місця народження Шрі Чайтан'ї. Він повідомив широкій публіці, де насправді народився Чайтан'я і розкрив справжнє духовне значення місця його народження. Тисячі гостей зібралися на урочистості, що відбулися з цього приводу. Бгактівінода Тгакур не хотів, щоб його відкриття було віддано забуттю, тому, як тільки він вийшов у відставку, він почав збирати пожертвування на зведення храму, з найбільшим смиренням ходячи від дверей до дверей.
Широко розгорнулася в той час і проповідь ґаудія-вайшнавізм а, про яке стало відомо навіть у найвіддаленіших куточках земної кулі. «Ґауранга-смарана-мангала-стотра»з передмовою англійською мовою, що розповідає про життя і вчення Шрі Чайтан'ї, яка вийшла з-під пера Бгактівіноди незабаром після відкриття місця народження Чайтан'ї, зайняла місце на полицях бібліотек у багатьох навчальних закладах обох півкуль. Так вчення Чайтан'ї Махапрабгу стало доступним філософам і вченим Заходу.
Після того, як була опублікована«Гауранга-смарана-мангала-стотра», він склав примітки до «Брахма-самгіті» і "Крішна-карнамріте «, а також написав такі твори як -» Харі-нама-Чинтамани «і» бхаджан-рахасью ". Крім того, він відредагував«Шрімад-бгаґаватарка-Маріч-малу», що містить всі основні шлоки «Шрімад-Бгаґаватам», пов'язані з вайшнавській філософії, і написав до неї коментарі. У своїй літературній діяльності він не знав спочинку, і з-під його пера вийшло безліч праць з філософії вайшнавів. Бгактівінода Тгакур приступав до роботи пізно ввечері, завершивши свої службові справи, і до першої години або до двох годин ночі складав пісні і писав книги.
На початку XX століття а Бгактівінода Тгакур вирішив оселитися в Пурі і побудував там на узбережжі океану будинок.
У 1908 у він відрікся від світу, отримавши від Ґауракішори Даса Бабаджі посвята Бабаджі. Попри те, що Бгактівінода Тгакур вів спосіб життя в зречення, до нього постійно приходили люди всіх станів і всякого звання, і він щедро обдаровував їх своїми духовними настановами і благословеннями. У 1910 рік у він перестав приймати відвідувачів і з цього часу перебував у стані досконалого самадгі, повного зосередження на вічних іграх Крішни. У 1914 році, у день її закінчення Ґададгара, Бгактівінода Тгакур залишив цей світ.